# Froukje
Froukje is een vooral in Friesland en Groningen voorkomende meisjesnaam. Varianten van de naam zijn Frauk, Frauke, Fraukje.
De naam is afgeleid van het Friese Frauk. Dit betekende "voorname vrouw, meesteres, gemalin". Dit is waarschijnlijk afgeleid van het Gotische woord frauja dat "heer" betekent.
Een andere mogelijke afleiding is van het West-Germaanse fraw of frau dat "vrolijk, vlug" betekent.